# Figulus punctifrons
Figulus punctifrons là một loài bọ cánh cứng trong họ Lucanidae. Loài này được Bomans mô tả khoa học năm 1987.